# Lada Iskra
Lada Iskra — це субкомпактний седан, розроблений російським автовиробником АвтоВАЗ.

## Опис
Це перша нова модель, розроблена АвтоВАЗом після того, як вони були знову придбані урядом у Renault після російського вторгнення в Україну. Також в асортименті будуть універсал і крос-універсал.
Iskra базується на локалізованій версії архітектури Renault CMF-B і надійшла в продаж у 2025 році.
LADA Iskra наводиться в рух 1,6-літровими бензиновими двигунами ВАЗ-11182 (8 клапанів) та ВАЗ-21127 (16 клапанів) потужністю 90-106 к. с. у парі з п'яти-або шестиступінчастою механічною трансмісією або з варіатором WLY. У збірці використовуються деталі не тільки російського, а й китайського, узбекистанського та іранського виробництва.